# Naja multifasciata
Naja multifasciata là một loài rắn trong họ Rắn hổ. Loài này được Werner mô tả khoa học đầu tiên năm 1902.